# Lodewijk Frederik van Württemberg-Montbéliard
Lodewijk Frederik van Württemberg-Montbéliard (Montbéliard, 29 januari 1586 – aldaar, 26 januari 1631) was van 1617 tot aan zijn dood hertog van Württemberg-Montbéliard. Hij behoorde tot het huis Württemberg.

## Levensloop
Lodewijk Frederik was de tweede zoon van hertog Frederik I van Württemberg uit diens huwelijk met Sybilla, dochter van vorst Joachim Ernst van Anhalt.
In 1617 kreeg hij van zijn oudere broer Johan Frederik de Württembergse bezittingen aan de linkerzijde van de Rijn toegewezen. Deze bestonden uit de districten Montbéliard, Riquewihr en Horbourg.
Tijdens de Dertigjarige Oorlog werden zijn domeinen zwaar getroffen wat in Montbéliard tot een pestepidemie en hongersnood leidde. Na de dood van zijn oudere broer Johan Frederik in 1628 werd hij naar Stuttgart geroepen als voogd van diens dertienjarige zoon Everhard III van Württemberg. Zijn periode als regent werd gedomineerd door het conflict met keizer Ferdinand II over het Restitutie-edict, waardoor Württemberg een derde van haar grondgebied verloor.
In november 1630 keerde de zieke Lodewijk Frederik terug naar Montbéliard, waar hij in januari 1631 op 45-jarige leeftijd overleed.

## Huwelijk en nakomelingen
Op 14 juli 1617 huwde hij met Elisabeth Magdalena (1600-1624), dochter van landgraaf Lodewijk V van Hessen-Darmstadt. Ze kregen drie kinderen:
- Christoffel (1620-1621)
- Henriette Louise (1623-1650), huwde in 1642 met markgraaf Albrecht van Brandenburg-Ansbach
- Leopold Frederik (1624-1662), hertog van Württemberg-Montbéliard

Op 15 mei 1625 hertrouwde hij met Anna Eleonora (1602-1685), dochter van graaf Johan Casimir van Nassau-Gleiberg. Ook zij kregen drie kinderen:
- George II (1626-1699), hertog van Württemberg-Montbéliard
- Hendrik (1627-1628)
- Georgia Ludovica (1630)